# 那須塩原市立稲村小学校
那須塩原市立稲村小学校（なすしおばらしりつ いなむらしょうがっこう）は、栃木県那須塩原市埼玉にある公立小学校。

## 沿革

### 年表
- 1971年4月1日 - 黒磯小学校の一部と鳥野目小学校の分離統廃合により、黒磯市立稲村小学校として開校。
- 1972年3月 - 校旗樹立
- 1973年10月 - 校歌制定
- 1984年4月1日 - 黒磯市立東原小学校を分離。
- 2005年1月1日 - 市町村合併により那須塩原市立稲村小学校と改称。

## 教育方針
- 教育目標
  - 思いやりのある子ども
  - 進んで学ぶ子ども
  - 健康でたくましい子ども

## 通学区域
通学区域は以下の通りである。
那須塩原市
- 阿波町
- 豊住町
- 新町
- 西新町

- 並木町
- 若草町
- 稲村1-2区
- 稲村西町

- 四方寺
- 東原2区
- 上埼玉2区の一部（県道黒磯田島線北側地区）

## 交通
- JR東北本線（宇都宮線）黒磯駅より徒歩41分（約3.2km）
- 関東自動車板室線 稲村団地バス停より徒歩3分（約230m）